# Khalid Aziz Babar
Khalid Aziz Babar (ur. 31 maja 1953) – pakistański urzędnik i dyplomata.
Był drugim sekretarzem w przedstawicielstwie Pakistanu w Sztokholmie (1984-1988), pierwszym sekretarzem w placówce dyplomatycznej swego kraju w Canberze (1988-1991) oraz radcą w stałej misji przy ONZ w Genewie (1993-1995). Pełnił funkcję zastępcy stałego przedstawiciela Pakistanu przy ONZ w Nowym Jorku (1995-1999). W 2002 mianowano go wysokim komisarzem w Zimbabwe (do 2005). Następnie pełnił funkcję ambasadora w Meksyku (2005-2007). Od czerwca 2011 jest ambasadorem w Iranie.
Pracował również w pakistańskim MSZ.